# Ayent

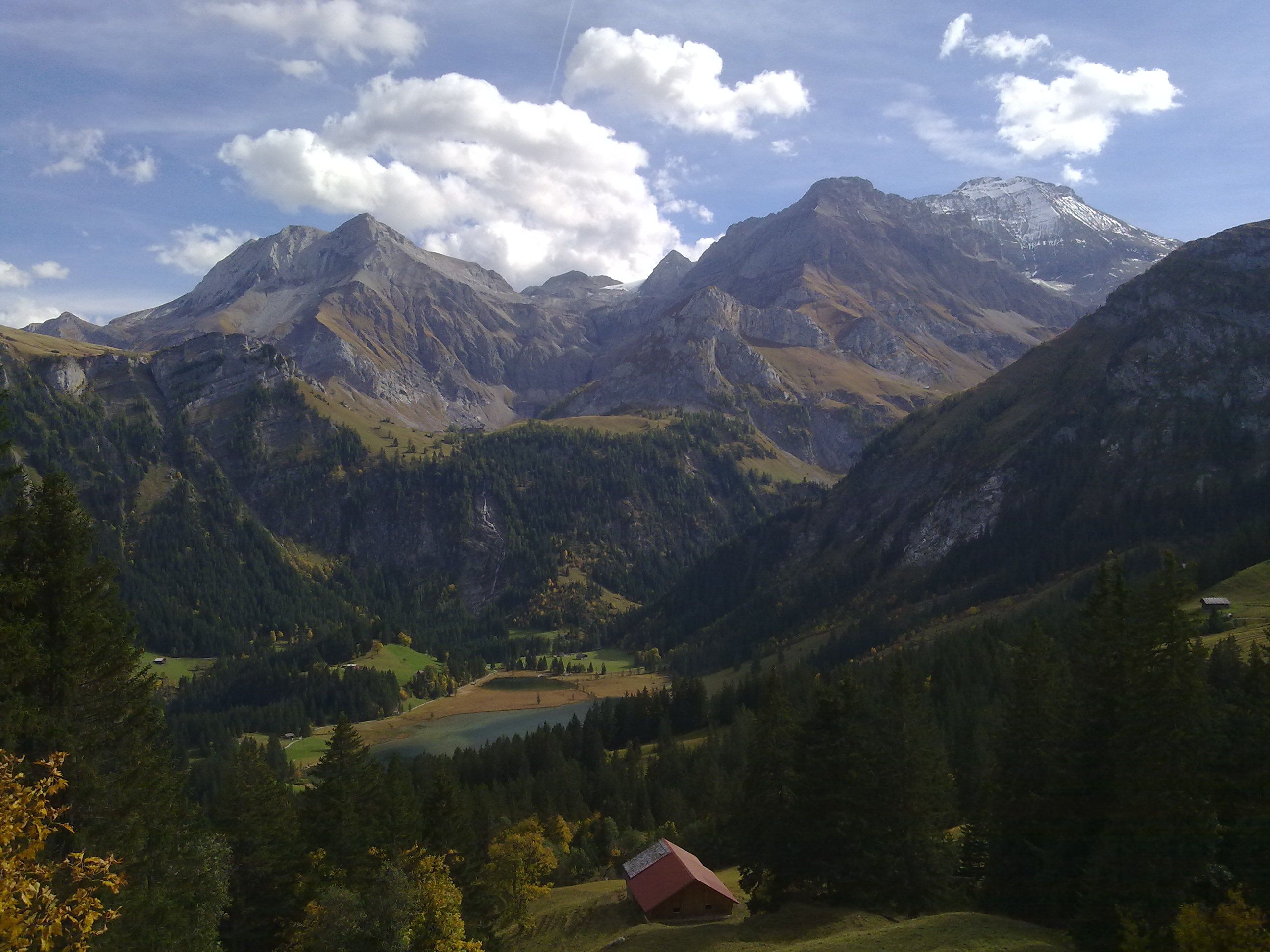
Widok na szczyt Wildhorn

Ayent – miejscowość i gmina (commune) w południowej Szwajcarii, w kantonie Valais, w okręgu (district) Hérens. Graniczy z gminami Arbaz i Grimisuat. Na jej terenie znajduje się szczyt Wildhorn.

## Geografia
Na terenie gminy leży część jeziora Lac de Tseuzier.

## Historia
Gmina została po raz pierwszy wspomniana w dokumentach w 1052 roku jako Agent. W 1250 została wspomniana jako Argenta.

## Demografia
W Ayent mieszka 4 185 osób. W 2021 roku 13% populacji gminy stanowiły osoby urodzone poza Szwajcarią.
W 2000 roku 93,6% populacji (2 808 osób) mówiło w języku francuskim, 2,8% (83 osoby) w języku niemieckim, 1,4% (41 osób) w języku portugalskim, a 0,6% (15 osób) w języku włoskim. Jedna osoba zadeklarowała, że mówi w języku romansz.
Zmiany w liczbie ludności na przestrzeni lat przedstawia poniższy wykres: